# 犀那王朝

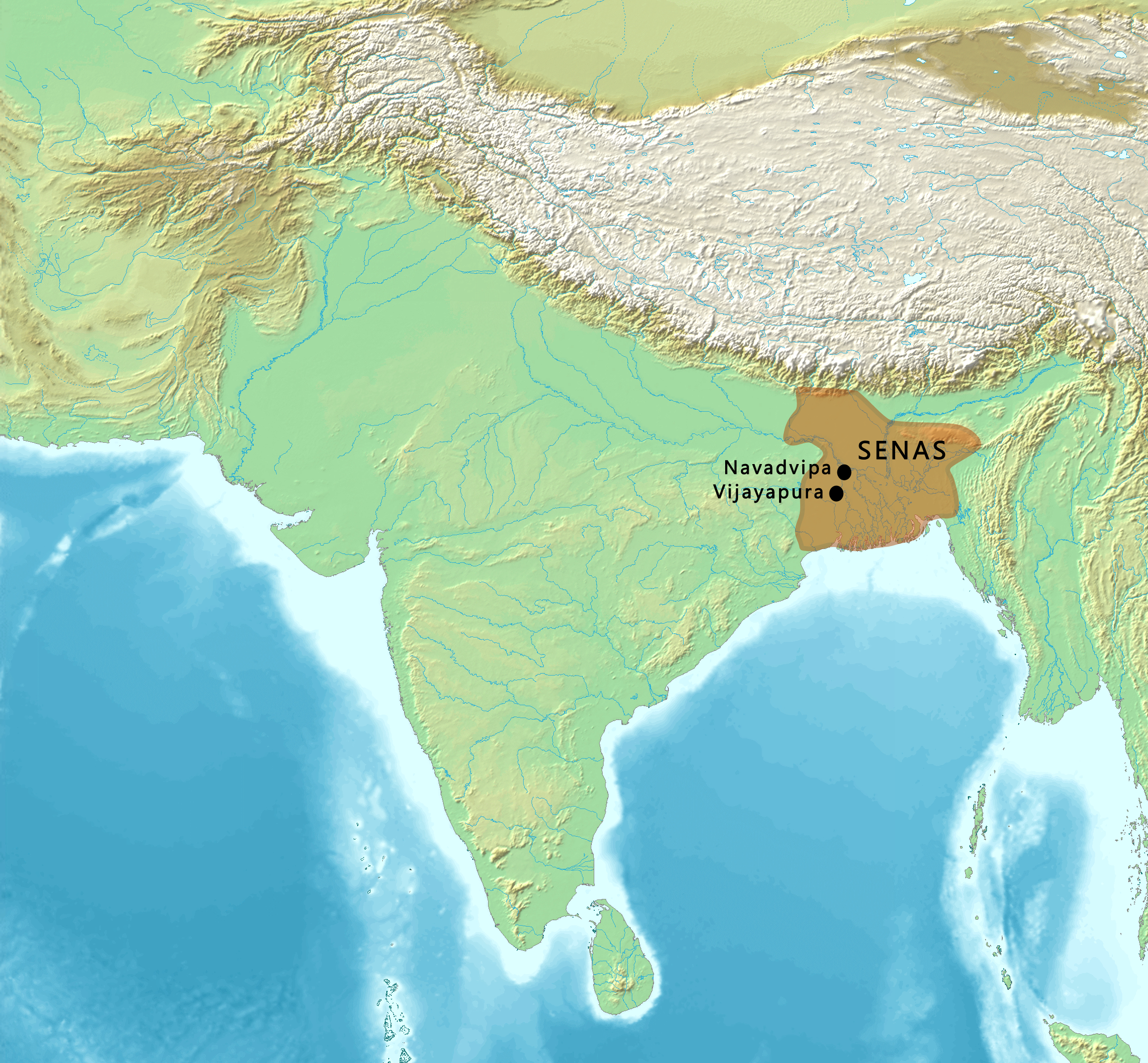
犀那王朝疆域

犀那王朝是1070年至1230年期間印度次大陆东北部（孟加拉）的一个印度教王朝。 1203年至1204年期間，犀那王朝的都城被古尔王朝攻佔。 犀那王朝統治孟加拉期間，種姓制度開始在孟加拉發展。